# Химки
Химки (на руски: Химки) е град в Московска област. Градът е единственият, влизащ в състава на градски окръг Химки. Разстоянието до столицата Москва е около 25 km.
Той е вторият най-населен град в региона след Балашиха. Населението му е 256 684 души (2024).
Основан е през 1850 година. Обявен е за град през 1939 година.

## Административно деление
От 2004 градът се разделя на 2 части: стара и нова. През 2005 са образувани 7 микрорайона: „Сходня“, „Подрезково“, „Клязма-Старбево“, „Фирсановка“, „Новогорск“, „Планерная“ и „Левобрежний“.

## Спорт
В града са основани футболен и баскетболен отбор. Там се намира стадион Арена Химки.

## Побратимени градове
- Гродно
- Полтава
- Кемер